# 德米特里夫卡 (巴尔温科韦市镇)
49°8′33″N 36°40′23″E / 49.14250°N 36.67306°E
德米特里夫卡（烏克蘭語：Дмитрівка）是位於烏克蘭東部的村莊，由哈爾科夫州伊久姆區的巴爾溫科韋市鎮負責管轄。該村處於別列卡河左岸，始建於1927年，面積1.62平方公里，海拔高度91米，2001年人口533。